# Maurice Norland
Maurice Marcel Jacques Norland (ur. 30 lipca 1901 w Auxerre, zm. 18 maja 1967 w Migennes) – francuski lekkoatleta (długodystansowiec), medalista olimpijski z 1924.
Zdobył brązowy medal w drużynie w biegu przełajowym na igrzyskach olimpijskich w 1924 w Paryżu (wraz z Henrim Lauvaux i Gastonem Heuetem), a indywidualnie zajął w tym biegu 15. miejsce. Bieg był rozgrywany w upale i ukończyło go tylko 15 zawodników na 38 startujących. Norland wystąpił na tych igrzyskach również w biegu na 5000 metrów, ale odpadł w eliminacjach.
Był mistrzem Francji w biegu na 5000 metrów w 1926 i 1927 oraz w biegu na 3000 metrów z przeszkodami w 1927, a także brązowym medalistą w biegu na 5000 metrów i w biegu przełajowym w 1924.